# Heute oder morgen
Heute oder morgen ist ein deutscher Spielfilm von Thomas Moritz Helm über ein junges Paar in Berlin, das eine polyamouröse und bisexuelle Dreierbeziehung mit einer Doktorandin aus London beginnt. Die Premiere erfolgte im Rahmen der Berlinale am 11. Februar 2019, wo der Film in der Sektion Perspektive Deutsches Kino lief. Am 19. September 2019 war der Filmstart in den deutschen Kinos.

## Handlung
Maria und Niels sind Mitte 20. Sie lieben sich und die Freiheiten, die sie einander geben. Für beide zählt nur der Moment. Doch dann trifft das Paar auf die Londoner Doktorandin Chloe. Maria wagt den ersten Schritt – und so entwickelt sich aus einem Flirt rasch eine intensive Romanze zwischen den beiden Frauen. Niels wird bald ein Teil davon. Nach anfänglichen Komplikationen erlebt das Trio eine unbeschwerte Zeit miteinander – bis eine unerwartete Nachricht die Beziehung der drei Liebenden auf eine harte Probe stellt.

## Kritik
Auf Spiegel Online nennt Carolin Weidner den Film als Highlight der Berlinale 2019: „Regisseur Thomas Moritz Helm hat gemeinsam mit Paula Knüpling [...] eine Frauenfigur erschaffen, die 'in einem unverschämten Verhältnis zu sich selbst' lebt und sich nimmt, was sie will.“ Patrick Heidmann merkt in epd-film an, dass Thomas Moritz Helm dem alten Thema der Dreiecksbeziehung eine erfrischend leichte, stimmungsvolle und sexy Note abgewinnt. Heidmann lobt die glaubhaften Dialoge, das authentische Berlinbild und das überzeugende Schauspiel. Auf Kino-Zeit schreibt Harald Mühlbeyer, Helm stelle seine Hauptfiguren nicht aus, sondern nehme mit ihnen am Leben teil.